# Calamus occidentalis
Calamus occidentalis är en enhjärtbladig växtart som beskrevs av Witono och John Dransfield. Calamus occidentalis ingår i släktet Calamus och familjen Arecaceae. Inga underarter finns listade i Catalogue of Life.